# 1842 a tudományban
Az 1842. év a tudományban és a technikában.

## Fizika
- Christian Doppler leírja a róla elnevezett Doppler-effektust.

## Paleontológia
- Richard Owen meghatározza a dinoszaurusz fogalmat.

## Technika
- február 21. – John Greenough szabadalmaztatja a varrógépet.
- Crawford Long először használ altatást sebészeti beavatkozás közben.
- Samuel Colt feltalálja a forgópisztolyt.

## Díjak
- Copley-érem: James MacCullagh
- Wollaston-érem: Leopold von Buch

## Születések
- január 20. – Konkoly Thege Miklós magyar csillagász, meteorológus, az MTA tagja († 1916).
- február 2. – Julian Karol Sochocki matematikus († 1927).
- május 8. – Emil Christian Hansen orvos († 1909).
- június 11. – Carl von Linde mérnök († 1934).
- augusztus 23. – Osborne Reynolds ír születésű angol mérnök, fizikus, matematikus († 1912).
- szeptember 9. – Elliott Coues ornitológus († 1899).
- szeptember 20. – Charles Lapworth geológus († 1920).
- szeptember 20. – James Dewar kémikus († 1923).
- október 17. – Gustaf Retzius anatómus († 1919).
- október 24. – Nyikolaj Alekszandrovics Mensutkin kémikus († 1907).
- november 12. – Lord Rayleigh Nobel-díjas fizikus († 1919).
- december 17. – Sophus Lie matematikus († 1899).

## Halálozások
- február 15. – Archibald Menzies botanikus (* 1754).
- április 28. – Charles Bell anatómus (* 1774)
- május 8. – Jules Dumont d'Urville felfedező (* 1790).
- július 19. – Pierre Joseph Pelletier kémikus (* 1788).
- augusztus 18. – Louis de Freycinet Nyugat-Ausztrália partvonalának felfedezője (* 1779).